# Staat Birma
De Staat Birma (Birmees: ဗမာ, Japans: ビルマ国 / Biruma-koku) was de benaming van de door de Japanse bezetter in de Tweede Wereldoorlog gecreëerde vazalstaat in Birma (het huidige Myanmar). Birma was een Britse kolonie toen het in 1942 bezet werd door Japan. Op 1 augustus 1943 werd de Staat Birma opgericht. Het omvatte het gebied dat overeenkomt met het huidige Myanmar, met uitzondering van de regio ten oosten van de Salween dat aan Thailand werd afgestaan. Officieel was de Staat Birma een onafhankelijk land, maar in de praktijk werd het gezien als een vazal van Japan. Vrijwel direct na de onafhankelijkheid verklaarde het land de oorlog aan het Verenigd Koninkrijk en de Verenigde Staten en sloot het een verdrag met Japan. Ook bleef het Japanse leger na de onafhankelijkheid aanwezig in Birma. De staat kwam ten val in maart 1945 toen de Britten Birma heroverden en het Birmese leger de zijde van de geallieerden koos. Ba Maw, die zowel staatshoofd als regeringsleider was, vluchtte naar Thailand, alwaar hij vervolgens werd opgepakt.